# Sinfonía n.º 3 (Schumann)

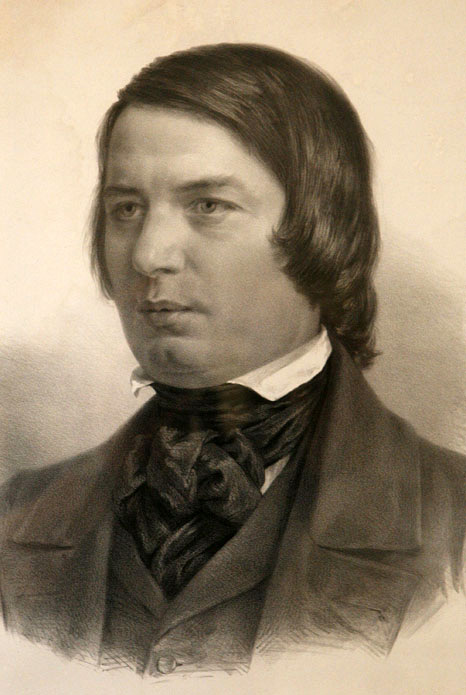
Robert Schumann en 1850.

La Sinfonía n.º 3 en mi bemol mayor, Op. 97, también conocida como Renana o en alemán Rheinische, fue compuesta por Robert Schumann en 1850.

## Historia

### Contexto

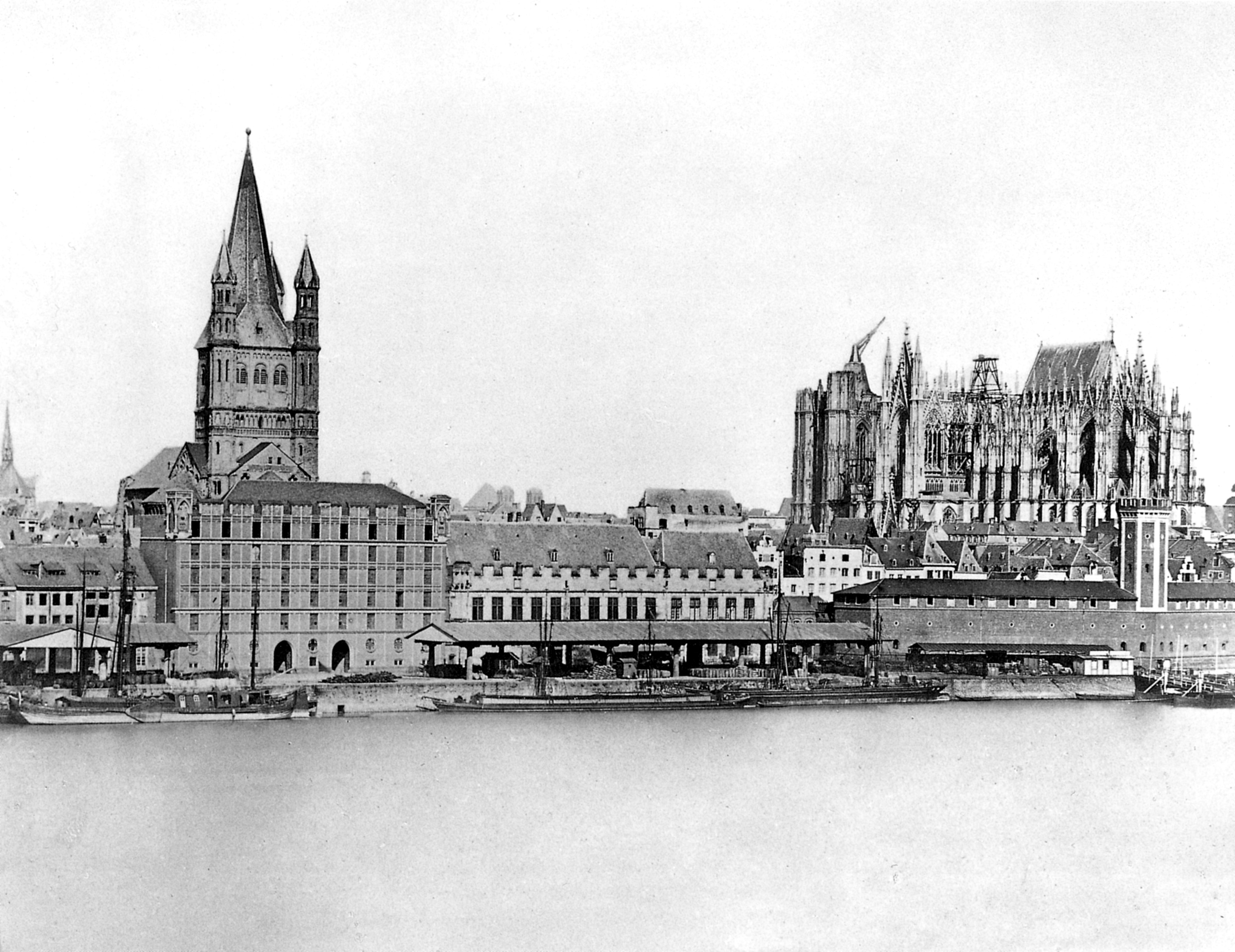
Panorama del Rin con la Catedral de Colonia (derecha) c.1856, seis años después de componer esta sinfonía.

En septiembre de 1850 Robert y Clara Schumann se trasladaron a Düsseldorf con sus hijos. Tras haber sido descartado para un puesto permanente en Sajonia, pudo suceder a Ferdinand Hiller como director municipal de música en la ciudad renana. Si bien, había recibido poco reconocimiento en Leipzig y Dresde, la gente de Düsseldorf le dio una cálida bienvenida: a su llegada, el coro, que había ensayado piezas suyas, le ofreció una serenata y le dio la bienvenida con una ceremonia oficial al día siguiente. Esta amistosa bienvenida y la alegría por su nuevo campo de actividad pusieron a Schumann en un estado de euforia, por lo que inmediatamente convirtió en música las impresiones de su nuevo entorno y en octubre se dedicó por primera vez a su Concierto para violonchelo en la menor, Op. 129 y el 7 de noviembre comenzó a trabajar en una nueva sinfonía. 
Ha sobrevivido una declaración del compositor de que la vista de la Catedral de Colonia tuvo un efecto inspirador en la creación de la obra. El maestro visitó el edificio, todavía inacabado en ese momento, el 29 de septiembre por primera vez y se quedó en Colonia por segunda vez los días 5 y 6 de noviembre.  

### Composición
La composición se desarrolló a finales de 1850 en muy poco tiempo. El maestro escribió el boceto del primer movimiento en un frenesí creativo que duró dos días. Después de que los preparativos para un concierto de suscripción el 21 de noviembre lo obligaron a dejar de trabajar en la sinfonía, compuso y orquestó los movimientos restantes en unos pocos días, de modo que la obra completa estuvo completa el 9 de diciembre. Incluso si la influencia del nuevo entorno en su tercera sinfonía puede considerarse cierta y la designación como renana está justificada, no tendría sentido interpretarla programáticamente: la música no describe el Rin o la catedral, pero refleja los estados de ánimo asociados reflejados. En 1835 Schumann escribió a Wilhelm Taubert con este espíritu:

La forma en que se crean las composiciones no importa mucho. Por lo general, los compositores no lo saben por sí mismos. Una imagen externa a menudo conduce, a menudo a una secuencia de tonos que la evoca. Lo principal es que salga buena música que siempre sea satisfactoria puramente como música.

Musicalmente, el objetivo de Schumann para su tercera era hacerla más fácil de entender que sus obras sinfónicas anteriores. El hecho de que el compositor eligiera por primera vez designaciones de oraciones alemanas en lugar de italianas también se remonta a esta intención. En el manuscrito y en el programa del estreno, algunos movimientos incluso tenían títulos que indicaban el efecto pretendido, pero que Schumann eliminó para su publicación. En 1842 escribió:

Siempre es una mala señal para la música cuando necesita un título; entonces no ha brotado de las profundidades internas, sino que sólo ha sido estimulado por alguna mediación externa.

En esta obra, quizás la más brillante y optimista de sus obras sinfónicas, el compositor se empeñó en lograr una amplia aceptación por parte del público. Así, le comentó a su biógrafo, Wilhelm von Wasielewski, que quería que los «elementos populares» dominaran la obra. De hecho, el carácter melódico y cuasi folklórico, ayudó a ganar a público y crítica, y la «Renana» pronto se convirtió en uno de sus mayores éxitos.

### Estreno y publicación
El estreno se celebró el 6 de febrero de 1851 en Düsseldorf bajo la dirección del propio compositor. Pronto fue apodada «Renana», aunque este nombre no fuera usado por el compositor. Aparte de la revisión de la sinfonía en re menor, que se estrenó en 1841, la tercera siguió siendo su última sinfonía. Pero la euforia inicial del músico pronto se convirtió en descontento por la falta de fiabilidad del coro y la orquesta. El público también se volvió más crítico con el compositor y tuvo serios problemas de salud, probablemente como resultado de una infección temprana de sífilis. A principios de 1854, tres años después del estreno de la tercera sinfonía, Schumann intentó suicidarse arrojándose al Rin. Murió en una residencia de ancianos dos años después. 
La primera edición fue llevada a cabo en 1851 por la editorial N. Simrock en Berlín.

## Instrumentación
La partitura está escrita para una orquesta formada por:
- Viento madera: 2 flautas, 2 oboes, 2 clarinetes en si bemol, 2 fagotes.
- Viento metal: 4 trompas en mi bemol, 2 trompetas en mi bemol, 3 trombones.
- Percusión: timbales.
- Cuerda: una sección de cuerdas con violines I y II, violas, violonchelos y contrabajos.

## Estructura y análisis
La obra consta de cinco movimientos:
- I. Lebhaft, en mi bemol mayor 3
4
- II. Scherzo. Sehr mässig, en do mayor 3
4
- III. Nicht schnell, en la bemol mayor 4
4
- IV. Feierlich, en mi bemol menor 4
4
- V. Lebhaft, en mi bemol mayor 4
4

La interpretación de la obra dura aproximadamente entre 30 y 35 minutos. La estructura en cinco movimientos es poco usual para su tiempo. En comparación con la forma habitual en cuatro, se añadió un quinto movimiento, pero sin volverse inusualmente larga ya que el tercer movimiento en particular es breve. Schumann fue rápido al confiarle a su editor que la sinfonía no sería grande o pesada como resultado de ese movimiento extra. De hecho, la relativa brevedad de los movimientos tercero y cuarto sirve para crear una ilusión de un movimiento lento más largo.

### I.Lebhaft
El primer movimiento, con la indicación de tempo Lebhaft que significa «animado», está escrito en la tonalidad de mi bemol mayor y en compás de 3/4. Comienza inmediatamente con un distintivo y arrollador tema principal de carácter sincopado y con forma de fanfarria, que ocupa diecisiete compases. Aunque este tema está escrito en 3/4, se acentúa inicialmente en grupos hemiolicos de dos. En el compás 7 cambia a un ritmo ternario, para volver a las hemiolas en el compás 14. Junto con los saltos animados en los intervalos, este ritmo contribuye significativamente al carácter enérgico del movimiento. El movimiento se basa en la forma sonata, pero se desvía de su forma tradicional en algunos puntos: el tema secundario suele estar en la dominante, si bemol mayor. Schumann, por su parte, opta por los oboes para introducir un tema lírico en el compás 95, escrito en sol menor, tonalidad relativa del si bemol mayor. El contraste de carácter con el tema principal se intensifica aún más por el género de tono diferente. El tema secundario inicialmente aparece episódico, ya en el compás 111 reaparece el tema original. La exposición finalmente termina en si bemol mayor, pero, a diferencia de la práctica tradicional, no se repite.
El desarrollo del compás 185 ocupa más espacio que cualquier otra parte del movimiento. Su apertura se caracteriza por marcadas diferencias dinámicas y retoma un motivo de corcheas utilizado por primera vez en los compases 26 y 27. En los compases 201-272, el tema secundario gana en importancia, pero no se descompone en sus partes individuales en el sentido de la obra temática clásica, sino que se sitúa en diferentes contextos armónicos. Dos veces el tema comienza aquí en piano (compases 201 y 239) y en ambos casos marca el inicio de un proceso de aumento, en el curso del cual aparecen elementos del tema principal: el motivo apremiante de los compases 26 y 27 por un lado, y llamativos saltos de octava en el otro. Finalmente, en el compás 273, vuelve el tema principal, pero inicialmente adaptado al carácter del tema secundario: sobrio y misterioso, se presenta en La bemol menor para el fagot y cuerdas bajas, comenzando en la bemol. Desde el compás 281 en adelante alcanza su forte de efecto radiante original, en si mayor y ahora comenzado por los violines en b2. El tema experimenta un cambio similar a partir del compás 311, ahora de mi bemol menor a fa sostenido mayor. En ambos casos, sin embargo, falta la triunfante novena ascendente del compás 14, sino que el impulso del tema se frena en este punto con un movimiento cromático descendente repetido tres veces. A partir del compás 337 vuelve el tema secundario una vez más, antes de que en el compás 367 los cornos en el mi bemol mayor original anuncien el final del desarrollo con una versión alargada del tema principal. Aquí Schumann anticipa el comienzo de la recapitulación, desdibujando así los límites de las partes formales tradicionales.
A partir del compás 411 comienza la recapitulación propiamente dicha, en la que el tema principal aparece por primera vez en su forma original. El tema secundario, normalmente en la tonalidad principal (tónica) de esta sección, aparece en el compás 457 en su relativa menor, Do menor. La recapitulación es bastante corta en 117 compases, después de que el desarrollo ya haya tratado extensamente con el material básico del primer movimiento: el tema principal enérgico que domina el movimiento, la figura de corcheas apremiante de los compases 26 y 27, y el tema secundario restringido en menor. La coda del compás 528 también se mantiene breve en comparación con los movimientos iniciales de otras sinfonías de Schumann. Se lleva a cabo desde la cabeza del tema principal por el ritmo y la melodía y así una vez más confirma su dominio.

### II.Scherzo. Sehr mässig
En el segundo movimiento, Scherzo. Sehr mässig, está en do mayor y en compás de 3/4. Las indicaciones de la partitura resultan contradictorias. Por un lado está marcado como Scherzo, que suele ir en un tempo rápido, y por otra parte está la indicación Sehr mässig que es «muy moderado». La pieza es más bien pausada y tiene más un carácter rústico con temas al estilo Ländler y minueto. Esto está determinado en gran medida por un tema folclórico pausado que se introduce desde el principio y se repite constantemente. A menudo se ha asociado con el oleaje del Rin, pero esta asociación no debe exagerarse dado el escepticismo de Schumann sobre la música programática.
El movimiento tiene lo que parece ser una forma tripartita simple (A-B-A'), pero las partes individuales están complejamente relacionadas. En los compases 1-16, el tema de Do mayor se repite inicialmente y varía varias veces, pero ya en el compás 17 se contrarresta con una semicorchea inquieta y punteada en las cuerdas, que desde el compás 29 se combina por primera vez con el tema principal. La parte de forma B que sigue al compás 33 tiene el carácter de un trío: comienza con un cuarteto de trompas pausado en la tonalidad paralela de La menor y se caracteriza por los diferentes timbres de los instrumentos de metal cambiantes. Los tresillos de corcheas representan un elemento rítmico recurrente desde el principio. Las figuras de semicorcheas, que son continuadas en pianissimo en el fondo por las cuerdas, por otro lado, aportan un momento conmovedor a esta sección y crean una conexión con la sección A. En el compás 50, el tema de apertura regresa durante cuatro compases, pero aquí está en La mayor y acompañado por los tresillos de corcheas característicos de la sección B. A continuación, se retoman en primer lugar los elementos rítmicos y motívicos de la sección B, hasta que en el compás 77 se establece finalmente el tirón de la recapitulación, que es seguida de nuevo en la parte A' del compás 79 por el tema de apertura, ahora de nuevo en su tonalidad original y las variaciones conocidas de la parte A. A partir del compás 100, Schumann prepara el clímax del movimiento: primero, los metales solo tocan fragmentos en pianissimo del tema, a partir del compás 104, las figuras de cuerdas en movimiento generan tensión. En el crescendo que sigue, el movimiento ascendente desde el compás 1 se repite tres veces en tonalidades ascendentes (fa mayor, si bemol mayor, sol mayor) hasta que el compás 108 vuelve a estar en do mayor y el tema fortissimo vuelve por completo. La breve coda que sigue es introducida por metales en forma de señal, finalmente el piano del tema de apertura aparece por última vez y, volviéndose cada vez más silencioso, se disuelve en una tríada de do mayor ascendente.

### III.Nicht schnell
El tercer movimiento, Nicht schnell, está en la bemol mayor y en compás de 3/4. Es lírico y fue originalmente descrito por Schumann como un intermezzo entre el scherzo y el cuarto movimiento. Su marcación de tempo suele interpretarse como andantino o allegretto. El breve movimiento está en La bemol mayor y tiene un carácter contemplativo de música de cámara. En él, Schumann prescinde del uso de la percusión y los metales. La forma del movimiento consta de tres partes: en primer lugar, los temas que proporcionan el material musical para el movimiento se presentan uno tras otro. Cada uno de ellos también recibe su propio timbre a través de un cambio en la orquestación: mientras el sonido de los clarinetes domina al principio, los violines toman la delantera en el compás 4 y presentan el segundo tema del compás 6, las violas tocan desde el compás 18 acompañadas por los violonchelos, el tercer tema. La sección central que sigue al compás 22 utiliza el hecho de que los temas son en parte armónicamente compatibles y en ese segmento se modifican y vinculan entre sí de manera alterna. La parte comienza con el segundo tema, al que se le añade alternativamente el tercero del compás 28, seguido de una combinación de los dos primeros temas del compás 36. La parte final del compás 45 está marcada por un punto en el que se alternan en un principio fragmentos del tercer y primer tema, hasta que en el compás 52, ya en pianissimo, vuelve a aparecer el inicio del segundo tema y el movimiento se desvanece aún más sosegado por una orquestación cada vez más económica.

### IV.Feierlich
El cuarto movimiento, Feierlich, está en mi bemol menor y en compás de 4/4. Podría haber sido inspirado por reportes periodísticos que leyó Schumann, sobre el ascenso a rango de cardenal del arzobispo Johannes von Geissel de Colonia. El título original del movimiento era Al estilo de acompañamiento a una ceremonia solemne, pero luego eliminó esta designación. A menudo se asocia con la celebración de la elevación de Johannes von Geissel a cardenal, que tuvo lugar el 12 de noviembre de 1850 en la Catedral de Colonia. Sin embargo, se sabe por los diarios de Schumann que ese día no estaba en Colonia, por lo que a lo sumo su idea de la ceremonia podría haberle influido.
El tema del cuarto movimiento tiene un carácter sagrado. Como el tema principal del primer movimiento, se desarrolla en intervalos de cuarta. El movimiento sorprende al oyente de varias maneras. En una sinfonía de cuatro movimientos uno esperaría un final rápido en su lugar; en cambio, se instala un tema amplio, coral, que recuerda una ceremonia eclesiástica y cuyo carácter patético contrasta con las otras partes de la sinfonía. Schumann crea un acento tonal adicional al usar los trombones tradicionalmente asociados con la música de iglesia por primera vez en toda la sinfonía. A menudo se consideró que este movimiento inusual necesitaba una explicación, como también señaló Clara Schumann:

No puedo decir cuál de los 5 movimientos me gusta más… el cuarto, sin embargo, es el que todavía me queda menos claro; es extremadamente ingenioso, puedo escuchar eso, pero no puedo seguirlo del todo, ... la sinfonía también es muy accesible para el profano, especialmente el segundo y tercer movimiento.

El movimiento se interpreta a menudo como el intento de Schumann de evocar el catolicismo renano recurriendo a técnicas de composición antiguas y estrictas. Después de un compás sforzato que rompe el silencio del tercer movimiento, el tema se desarrolla primero en pianissimo en los vientos, acompañado de cuerdas punteadas. Compuesto principalmente por cuartas, recuerda el tercer movimiento (Grave) del Concierto grosso Op. 6 n.º 3 de Arcangelo Corelli, así como la Fuga en do sostenido menor del primer volumen y la Fuga en re sostenido menor del segundo volumen del Clave bien temperado de Bach. Está en mi bemol menor, la tonalidad principal del movimiento, que no se desprende inmediatamente de la notación, ya que Schumann anotó solo tres alteraciones. La exposición del tema termina en el compás 6 con un llamativo interludio en las cuerdas, derivado del tema principal.
Estas dos figuras proporcionan el material básico para un movimiento artísticamente polifónico, que a veces se interpreta como una fuga realizada en tres partes. El tema principal aparece por primera vez en el canon en la quinta, que, tras un solemne proceso de aumento acompañado de la corchea de cuerdas en el compás 22/23, conduce al clímax y conclusión de la primera parte formal. La segunda parte (compases 23-44) cambia de 4/4 a un tiempo de 3/2 más animado. En él, el tema vuelve a ser tratado tres veces más de cerca, pero en un tono más fuerte y urgente, que se apoya en la figura secundaria, que ahora se usa con más frecuencia en forma de contrapunto. La parte final del compás 45 está en 4/2. Hasta el compás 51 contiene la parte más fluida del movimiento debido a las corcheas continuas, en las que el tema principal aparece ahora prolongado. En los compases 52 y 56, las señales de viento en Si mayor anuncian el final del movimiento, que finalmente vive enteramente de contrastes dinámicos y termina en forte, pero en un tempo muy tranquilo.

### V.Lebhaft
El quinto y último movimiento, Lebhaft, retoma la tonalidad inicial y el compás es 4/4. Después de los tres movimientos más lentos, nos devuelve al aire boyante del primer movimiento vuelve a ser vivo y enfatiza la alegría y termina de forma radiante. Su estructura de fácil acceso y un repertorio de melodías pegadizas crean inicialmente un contraste repentino con el cuarto movimiento solemne, pero el desarrollo y la coda adoptan motivos de este movimiento que se adaptan en términos de tempo y carácter. El primer biógrafo de Schumann, Wilhelm Joseph von Wasielewski, relaciona el final de la tercera sinfonía con la alegre actividad de los habitantes de Renania frente a las puertas de la catedral de Colonia.
Sigue una forma sonata libre. Comienza de inmediato con un tema llamativo y animado que parece ligero y juguetón a través de ritmos y acentos, y por lo tanto define el carácter de todo el movimiento. En un desarrollo posterior de la melodía (desde el compás 17), se agrega la síncopa como un elemento rítmico adicional. Las suspensiones principales planas y los valores de notas más largos en el compás 27 ralentizan el impulso por primera vez. A continuación, vuelve a aumentar continuamente y culmina en una fanfarria de viento (compás 47), que es imitada por las cuerdas. Estos luego presentan el tema secundario en si bemol mayor staccato en el compás 57. Al igual que el tema principal, se siente alegre, aunque menos animado.
En el desarrollo que sigue, el breve interludio aparece abruptamente y con paso vivo a partir del compás 99, cuya repetición constante había caracterizado el cuarto movimiento. Primero se toca solo por las cuerdas altas y luego se incorpora al acompañamiento. El desarrollo es breve aquí, culminando en un nuevo motivo ascendente que recuerda las señales de viento que marcaron el final del cuarto movimiento. Aparece por primera vez en el compás 130 en si mayor y en el registro inferior y se indica dos veces más en el 134 y 138. Después de un tramo de creciente agitación y sonoridad, emerge radiante, fuerte y de larga duración en mi bemol mayor en el compás 150, anticipando el clímax que normalmente marca el regreso del primer tema en la tonalidad de inicio en el movimiento de la sonata (compás 154).
Desde el compás 271, la coda cita el tema principal del cuarto movimiento de una forma más animada con un acompañamiento de tresillo en los violonchelos y luego se esfuerza por alcanzar el clímax del movimiento: la instrucción más rápida en el compás 299 introduce una furiosa stretta, que finalmente acaba con dos tiempos sforzatos dando término a la sinfonía.

## Recepción de la obra

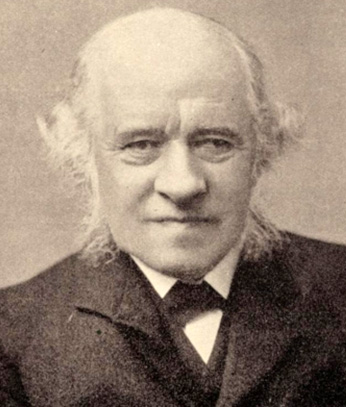
George Grove.

La Tercera sinfonía se estrenó el 5 de febrero de 1851 como parte de un colorido concierto nocturno dirigido por Schumann en Düsseldorf. El estreno fue interrumpido por aplausos espontáneos entre movimientos, y a petición del público entusiasta hubo una segunda función poco más de un mes después, el 13 de marzo. En octubre de 1851, Nikolaus Simrock publicó la partitura. Debido a su accesibilidad y estado de ánimo optimista, la Tercera de Schumann sigue siendo una de sus obras sinfónicas más populares en la actualidad, junto con la Sinfonía n.º 1 «Primavera».
En Renania el comienzo del primer movimiento también es conocido por una amplia audiencia debido a su uso como la melodía característica del programa de televisión de la Radio de Alemania Occidental Hier und Heute, que se produce desde 1957, aunque desde 1998 en lugar del comienzo de la sinfonía sólo se ha utilizado un arreglo del tema principal reducido a 16 segundos. Debido a su alto perfil, a veces se hace referencia a la sinfonía como el himno no oficial de Renania.
Después de la muerte de Schumann, su Tercera sinfonía también encontró audiencias entusiastas fuera de Alemania: la primera interpretación en Inglaterra tuvo lugar el 4 de diciembre de 1865 en el Covent Garden, y pronto siguieron conciertos en otras ciudades. George Grove comentó sobre el primer movimiento de la sinfonía en un artículo de 1909 en la revista The Musical Times:

Sin duda, cada vez que se escuche este Vivace, la afirmación de Schumann de ser un maestro de la música en su forma más alta no necesitará más defensa.

Pero sus colegas, sin embargo, también criticaron aspectos individuales de la sinfonía: Edvard Grieg y Hans von Bülow, por ejemplo, creían que las ideas de Felix Mendelssohn se podían encontrar en la obra, y Chaikovski comentó sobre la sinfonía que en la obra tardía de Schumann «con el poder no disminuido del contenido» los «defectos de forma exterior son cada vez más perceptibles». Aquí alude a las debilidades en la orquestación, de las que Schumann fue acusado repetidamente. Sin embargo, numerosos otros autores defienden la obra de esta crítica: Spies considera que la crítica es exagerada, Schlüren ve la tercera sinfonía afectada por problemas de equilibrio en la orquesta solo en unos pocos lugares y Dannenberg señala que precisamente la Renana no debe considerarse una composición incidental dentro de la obra tardía de Schumann, sino que ha adquirido una importancia duradera.

## Discografía selecta
- 1971 – Rafael Kubelík, Orquesta Filarmónica de Berlín (DG 2709 034).
- 1972 – Herbert von Karajan, Orquesta Filarmónica de Berlín (DG 2740 129).
- 1996 – George Szell, Orquesta de Cleveland (Sony Classical MH2K 62319).
- 1997 – Leonard Bernstein, Orquesta Filarmónica de Viena (DG 453 049-2).
- 1998 – John Eliot Gardiner, Orquesta de la Revolucionaria y Romántica (Archiv Produktion 457591).
- 2002 – Wolfgang Sawallisch, Orquesta Estatal Sajona de Dresde (EMI Classics 5 67768-2).
- 2004 – David Zinman, Orquesta de la Tonhalle de Zúrich (Arte Nova Classics 82876 57743 2; BMG Classics 82876 57743 2).